# Cast
|  | Aquest article tracta sobre l'esclau gal. Si cerqueu la virtut relacionada amb la temperança, sinònim de puresa, vegeu «Castedat». |

Cast (llatí: Castus) era un esclau gal que, juntament amb el traci Espàrtac, el company de la Gàl·lia Crix, el celta Cànic i Enòmau, va ser un dels líders dels esclaus rebels durant la Tercera Guerra Servil (73 -71 aC). Va ser assassinat juntament amb el seu cocomandant Cànic i els seus seguidors gals i germànics per les forces romanes sota Marc Licini Cras a la batalla de Cantenna a Lucània l'any 71 aC.